# انتره ریوس (باهیا)
انتره ریوس (به پرتغالی: Entre Rios) یک منطقهٔ مسکونی در برزیل است که در باهیا واقع شده‌است. انتره ریوس ۴۱٬۹۰۱ نفر جمعیت دارد.